# Увірвавшись у суспільство
Увірвавшись у суспільство (англ. Breaking Into Society) — американська короткометражна кінокомедія режисера Воллеса Бірі 1916 року.

## У ролях
- Картер Де Хейвен — Тімоті Доббс

- Маргарет Вістлер
- Роберт Мілаш